# Greenwich Village
Greenwich Village [ˈɡrɛnɨtʃ ˈvɪlɪdʒ] (engl.: naselje Greenwich), često među mještanima zvan jednostavno "the Village" [ˈvɪlɪdʒ] (engl.: Naselje), pretežno rezidencijalna četvrt na zapadnoj strani Donjeg Manhattana u gradu New York Cityju u američkoj državi New Yorku. Velika je većina distrikta dom obiteljima gornje srednje klase. Greenwich Village, međutim, bio je od kasnog 19. stoljeća do sredine 20. stoljeća poznat kao umjetnički raj, boemska prijestolnica te istočnoobalno rodno mjesto pokretâ beat i kontrakulture 60-ih. Ono što je pružilo početni atraktivan karakter ove zajednice naposljetku je doprinijelo njezinoj gentrifikaciji i komercijalizaciji. Ime je naselja bilo anglizirano od nizozemskog imena Groenwijck, što znači "Zeleno naselje", u Greenwich.

## Vanjske poveznice
- mrežni vodič po "The Villageu"  Arhivirana inačica izvorne stranice od 27. srpnja 2014. (Wayback Machine)